# 萨尔泰讷
萨尔泰讷（法語：Sartène，法語發音：[saʁtɛn]，發音：[sarˈtɛ]），法国东南部城市，位于科西嘉岛上，是南科西嘉省的一个市镇，同时也是该省的一个副省会，下辖萨尔泰讷区，其市镇面积为200.4平方公里，2022年1月1日时人口数量为3,732人，在法国城市中排名第3,403位。
萨尔泰讷位于南科西嘉省西南部，市镇中心位于一处山谷内，市镇范围西南部则有超过30公里的海岸线，是一个区域性的政治和文化中心。萨尔泰讷因保罗了诸多科西嘉传统历史建筑及风俗习惯而闻名，被法国历史文学家普罗斯佩·梅里美称为“最科西嘉的城市”（la plus corse des villes corses）。

## 地名来源
“萨尔泰讷”一名的具体来源尚存在争议，一般认为该名称来源于希腊语，意为“足迹”，可能与当地的开垦历史有关。“萨丁岛”一名的来源与此相同。

## 历史

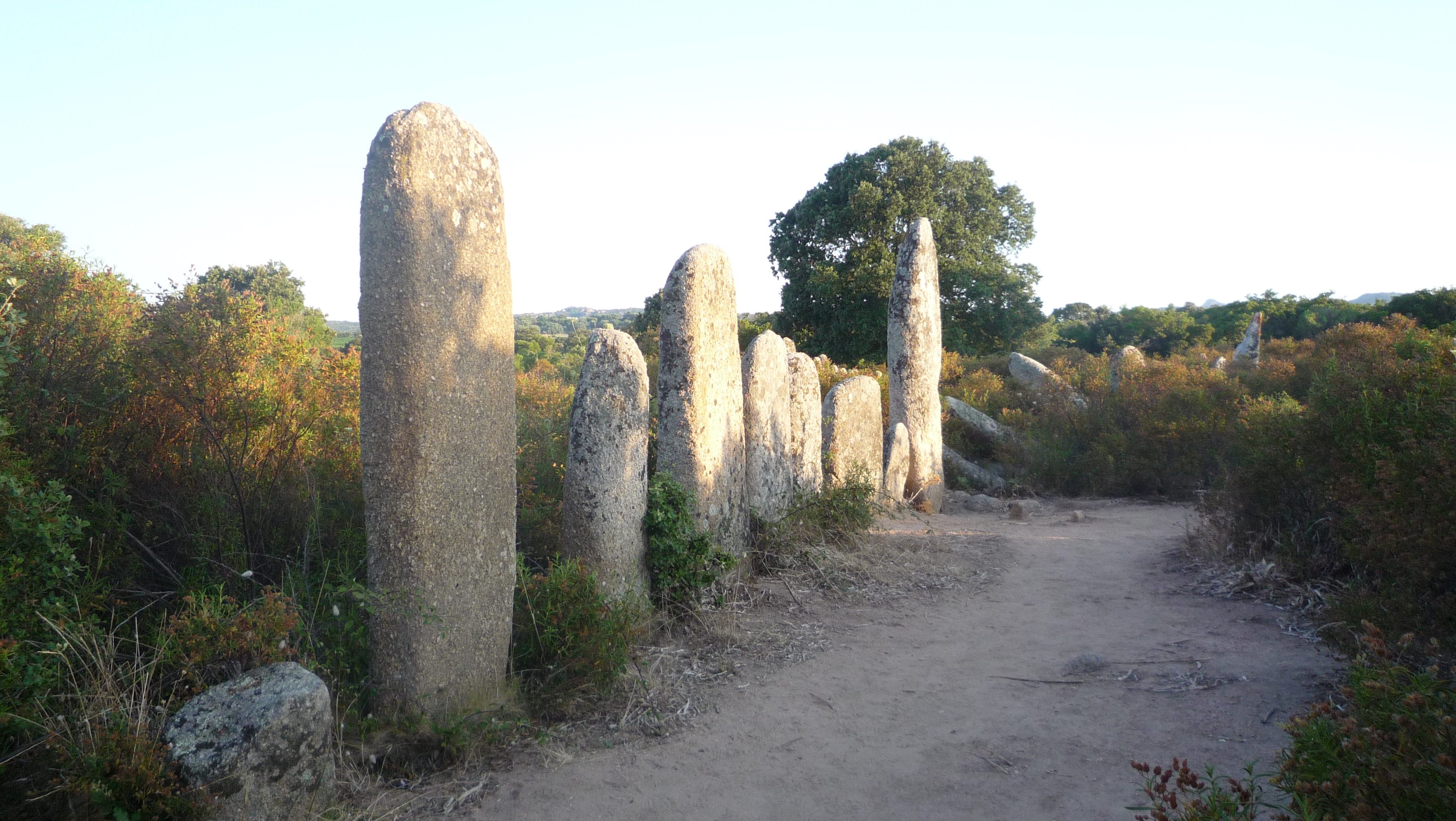
萨尔泰讷境内的一处巨石阵

萨尔泰讷的早期历史尚布明确，其境内有多处巨石阵遗址，并曾发现古罗马人活动的遗迹。中世纪末起，1507年，热那亚人登陆科西嘉并打败了当地的统治者里努乔·德拉罗卡。1583年，阿尔及利亚人哈珊帕夏率兵攻占萨尔泰讷，烧毁了城内的大部分建筑，并俘虏了当地400名居民。18世纪中后期，因不满热那亚人的统治，科西嘉出现了大批反抗风潮，其中萨尔泰讷境内发生了多起农民和统治者之间的冲突。蓬泰诺沃战役后，科西嘉成为法兰西王国的一部分。法国大革命后，萨尔泰讷成为科西嘉省的一个市镇，并在1793年至1811年间改属利亚莫讷省。第二次世界大战期间，萨尔泰讷曾被意大利军队控制，后因墨索里尼政府倒台而于1943年解放。二战后，萨尔泰讷的经济部门多向阿雅克肖及沿海地区转移，当地人口数量略有下降。

## 地理

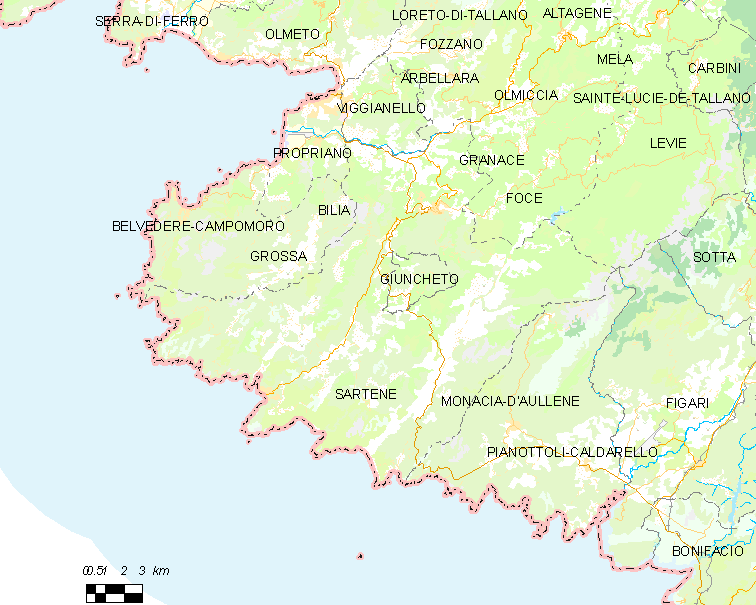
萨尔泰讷市镇范围地图

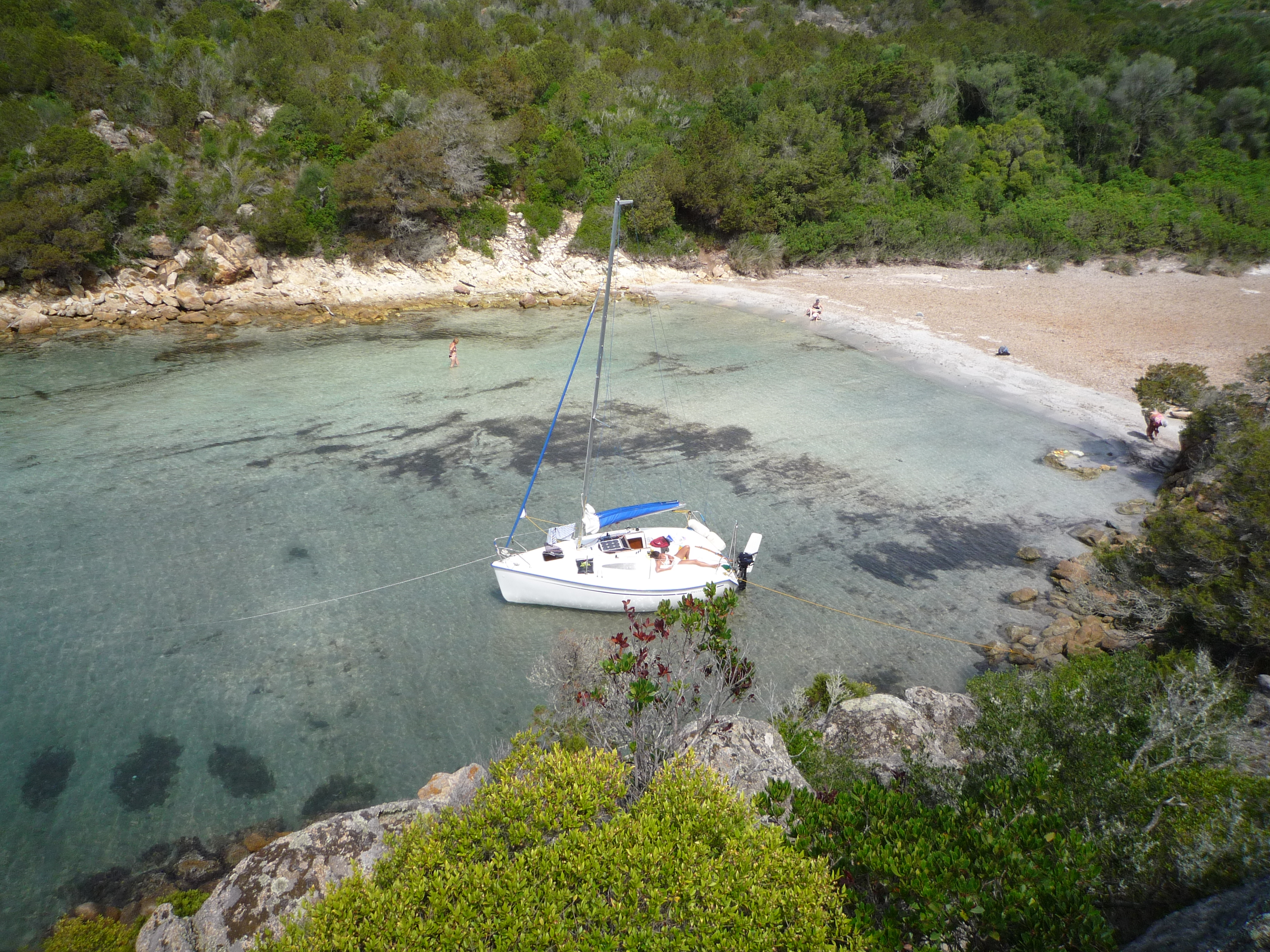
萨尔泰讷的一处海岬

萨尔泰讷位于法国东南部，科西嘉西南部和南科西嘉省南部，距离省会阿雅克肖大约80公里。与萨尔泰讷接壤的市镇包括：阿尔贝拉拉、比利亚、格罗萨、莱维、莫纳恰多莱讷、皮亚诺托利-卡尔达雷洛、普罗普里亚诺、维贾内洛。

### 地形
萨尔泰讷位于科西嘉山区西南部，镇中心位于一处山坡上，地势陡峭，全境海拔在0到1,320米之间。

### 水文
一条名叫“Vignalella”的小溪流经萨尔泰讷镇中心西部，该河是里扎内斯河的支流，后者独立注入地中海。

### 植被
萨尔泰讷属于亚热带常绿硬叶林区，林地在市区周边有广泛分布。
在鲜花城市的评比中，萨尔泰讷暂未被评级。

### 气候
萨尔泰讷在柯本气候分类法中属于地中海气候。
距离萨尔泰讷最近的气象站位于菲加里机场，直线距离约17公里，以下为该气象站的数据：
| 菲加里机场1981年－2019年 | 菲加里机场1981年－2019年 | 菲加里机场1981年－2019年 | 菲加里机场1981年－2019年 | 菲加里机场1981年－2019年 | 菲加里机场1981年－2019年 | 菲加里机场1981年－2019年 | 菲加里机场1981年－2019年 | 菲加里机场1981年－2019年 | 菲加里机场1981年－2019年 | 菲加里机场1981年－2019年 | 菲加里机场1981年－2019年 | 菲加里机场1981年－2019年 | 菲加里机场1981年－2019年 |
| 月份                     | 1月                      | 2月                      | 3月                      | 4月                      | 5月                      | 6月                      | 7月                      | 8月                      | 9月                      | 10月                     | 11月                     | 12月                     | 全年                     |
| ------------------------ | ------------------------ | ------------------------ | ------------------------ | ------------------------ | ------------------------ | ------------------------ | ------------------------ | ------------------------ | ------------------------ | ------------------------ | ------------------------ | ------------------------ | ------------------------ |
| 历史最高温 °C（°F）      | 21.2 (70.2)              | 23.5 (74.3)              | 30.3 (86.5)              | 27.7 (81.9)              | 36 (97)                  | 37.4 (99.3)              | 43 (109)                 | 42.7 (108.9)             | 36 (97)                  | 31.6 (88.9)              | 26 (79)                  | 22.3 (72.1)              | 43 (109)                 |
| 平均高温 °C（°F）        | 13.5 (56.3)              | 13.7 (56.7)              | 15.8 (60.4)              | 18.2 (64.8)              | 22.8 (73.0)              | 27.2 (81.0)              | 30.7 (87.3)              | 30.7 (87.3)              | 26.7 (80.1)              | 22.5 (72.5)              | 17.5 (63.5)              | 14.4 (57.9)              | 21.1 (70.0)              |
| 日均气温 °C（°F）        | 9 (48)                   | 9 (48)                   | 10.9 (51.6)              | 13.2 (55.8)              | 17.3 (63.1)              | 21.2 (70.2)              | 24.2 (75.6)              | 24.3 (75.7)              | 21 (70)                  | 17.6 (63.7)              | 13.1 (55.6)              | 10.1 (50.2)              | 15.9 (60.6)              |
| 平均低温 °C（°F）        | 4.5 (40.1)               | 4.2 (39.6)               | 6 (43)                   | 8.1 (46.6)               | 11.7 (53.1)              | 15.2 (59.4)              | 17.7 (63.9)              | 17.9 (64.2)              | 15.3 (59.5)              | 12.8 (55.0)              | 8.7 (47.7)               | 5.9 (42.6)               | 10.7 (51.3)              |
| 历史最低温 °C（°F）      | −7.4 (18.7)              | −8 (18)                  | −5.1 (22.8)              | −4.6 (23.7)              | 1.3 (34.3)               | 4.6 (40.3)               | 8 (46)                   | 5.8 (42.4)               | 4.4 (39.9)               | −0.5 (31.1)              | −4.7 (23.5)              | −7.6 (18.3)              | −8 (18)                  |
| 平均降水量 mm（）        | 65.4 (2.57)              | 58.3 (2.30)              | 54.4 (2.14)              | 59 (2.3)                 | 40.9 (1.61)              | 21.9 (0.86)              | 11.7 (0.46)              | 15.7 (0.62)              | 50.6 (1.99)              | 90.1 (3.55)              | 98.3 (3.87)              | 89 (3.5)                 | 655.3 (25.80)            |
| 月均日照時數             | 128.2                    | 144                      | 204.4                    | 218.9                    | 292.3                    | 332                      | 375.5                    | 331.6                    | 250.8                    | 195.9                    | 132                      | 114.6                    | 2,720.2                  |
| 来源：infoclimat.fr      |                          |                          |                          |                          |                          |                          |                          |                          |                          |                          |                          |                          |                          |

## 行政区划
萨尔泰讷是法国科西嘉大区南科西嘉省的一个市镇，编号为2A272，它也是南科西嘉省的一个副省会。萨尔泰讷下辖萨尔泰讷区，隶属于萨尔特奈-瓦林科县，同时也是萨尔特奈-瓦林科市镇公共社区的组成部分。
法国国家统计与经济研究所（简称）在进行数据统计时，未将萨尔泰讷划入任何城市核心区（Unité urbaine）、城市区（Aire urbaine）及城市辐射区（Aire d'attraction）内，并将萨尔泰讷市镇整体看作一个“块区”（IRIS）。

## 交通

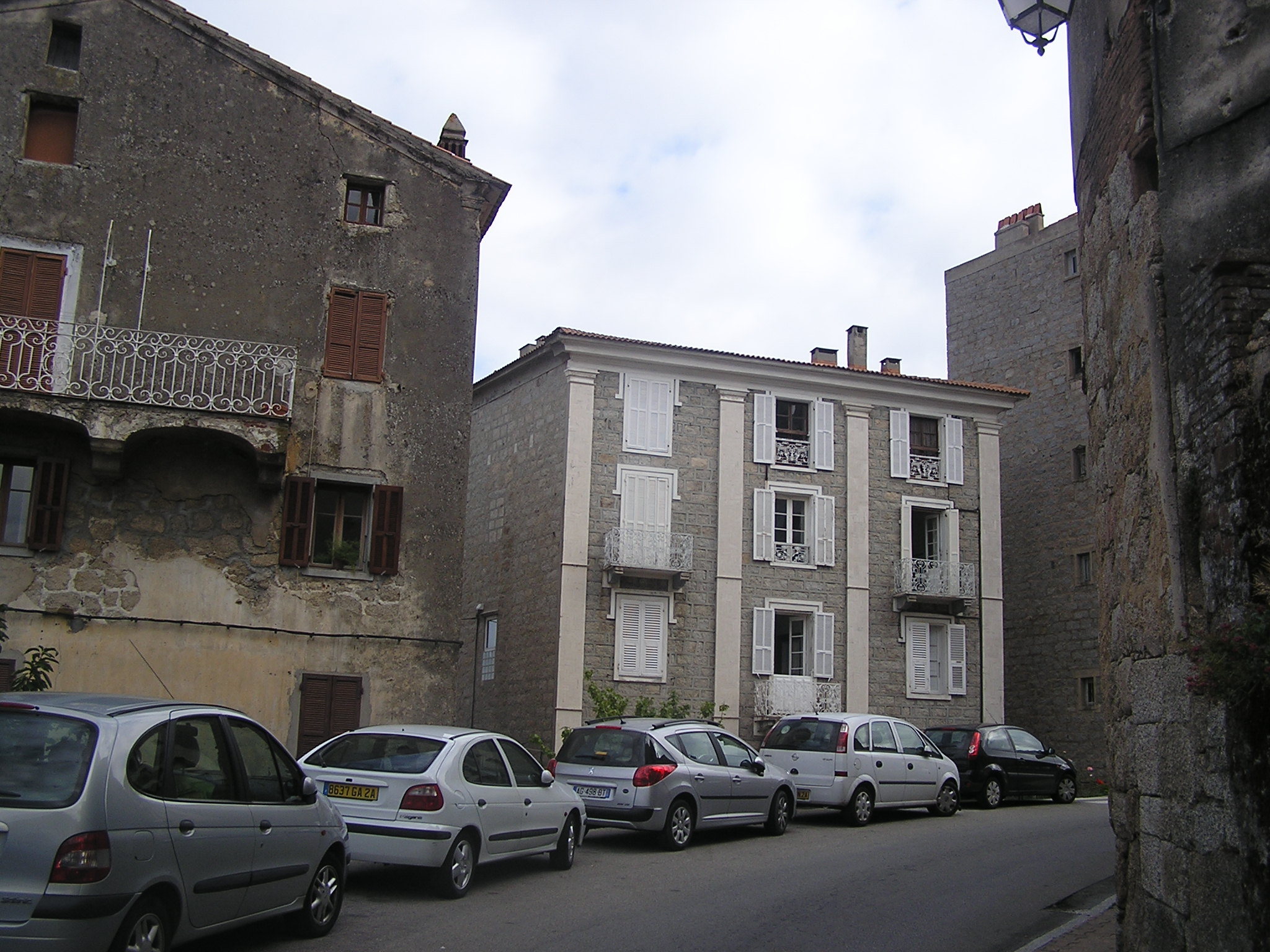
萨尔泰讷的一条道路

### 公路
连接阿雅克肖和博尼法乔的科西嘉地方道路T40线经过萨尔泰讷境内，另有多条南科西嘉省省道在萨尔泰讷境内交汇，科西嘉城际客运每天开行两至三班往返于阿雅克肖和博尼法乔之间的巴士，停靠萨尔泰讷镇中心的佩里街。
2017年，43.9%的萨尔泰讷家庭拥有至少一辆私人汽车。2019年，萨尔泰讷境内共发生各类交通事故3起，造成4人受伤。

### 铁路
萨尔泰讷位于科西嘉岛上，该区域未与法国本土铁路网相连。距离萨尔泰讷最近的铁路车站是位于巴斯蒂亚－阿雅克肖铁路上的卡沃讷铁路乘降所。

### 航空
距离萨尔泰讷最近的民用航空站为菲加里机场，距离萨尔泰讷市中心的公路里程约44公里。

### 城市公共交通
截至2021年6月，萨尔泰讷暂无城市公共交通系统。

## 政治

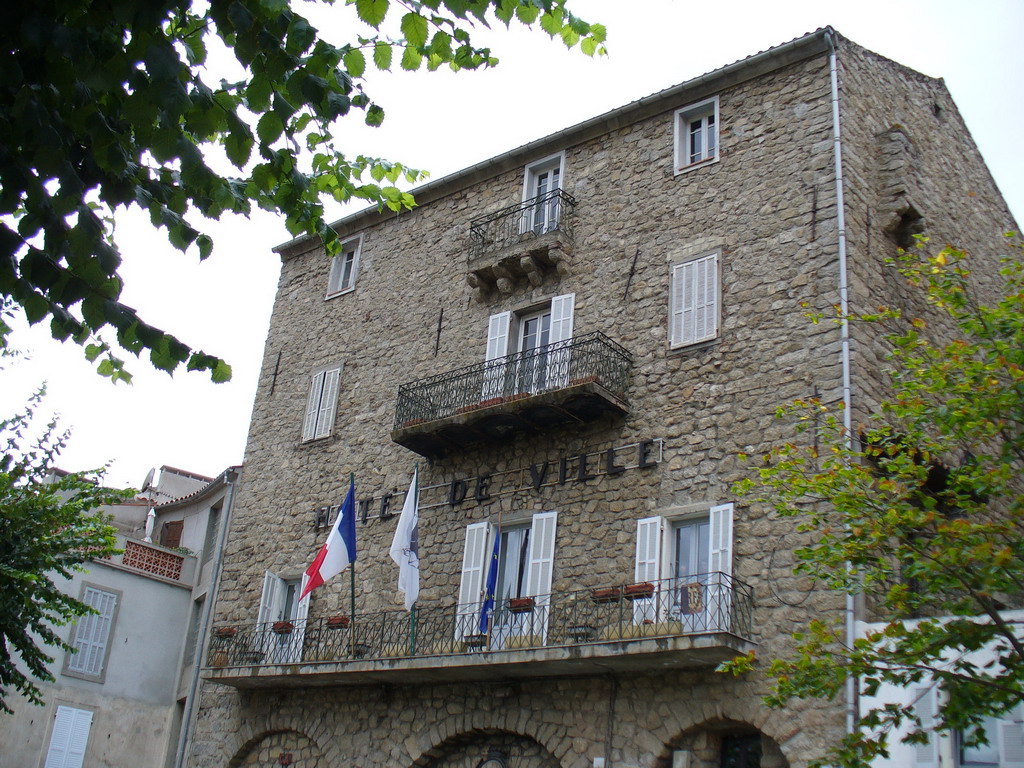
萨尔泰讷市政厅

萨尔泰讷的现任市长为保罗·奎利基尼先生（Paul Quilichini），他是一名右翼无党派人士，在2020年的市政选举中获得了52.51%的支持率。
在2017年的法国总统大选中，法国第25任总统埃马纽埃尔·马克龙在萨尔泰讷获得了56.8%的支持率。
| 萨尔泰讷历届市长 |                                                |                      |
| 任期             | 市长                                           | 党派                 |
| 1943年－1947年   | Joseph Pascal Tramoni 约瑟夫·帕斯卡尔·特拉莫尼 | 不详                 |
| 1947年－1951年   | Jean-Baptiste Ferracci 让-巴斯蒂特·费拉奇      | 不详                 |
| 1951年－1953年   | Nicolas Pietri 尼古拉·彼得里                   | 不详                 |
| 1953年－1959年   | Dominique Nicolaï 多米尼克·尼古拉              | SFIO工人国际法国支部 |
| 1959年－1968年   | Joseph Pascal Tramoni 约瑟夫·帕斯卡尔·特拉莫尼 | 不详                 |
| 1968年－1977年   | Antoine Benedetti 安托万·贝内代蒂              | PCF法国共产党        |
| 1977年－2001年   | Dominique Bucchini 多米尼克·布基尼             | PCF法国共产党        |
| 2001年－2008年   | Pierre Gori 皮埃尔·戈里                        | DVD右翼无党派人士    |
| 2008年－         | Paul Quilichini 保罗·奎利基尼                  | DVD右翼无党派人士    |

## 人口
2018年，萨尔泰讷市镇人口数量为3,240，在法国排名第3,403位。其中男性1,588人，女性1,671人，75岁及以上人口占12.1%，外籍人口数量为813人，人口密度为16人/平方公里，当地居民被称为（男性）或（女性）。2019年，萨尔泰讷境内出生25人，死亡人口38人。
| 年份   | 1936  | 1946  | 1954  | 1962  | 1968  | 1975  | 1982  | 1990  | 1999  | 2006  | 2011  | 2016  | 2018  |
| ------ | ----- | ----- | ----- | ----- | ----- | ----- | ----- | ----- | ----- | ----- | ----- | ----- | ----- |
| 人口數 | 6,174 | 5,592 | 5,543 | 2,805 | 2,913 | 3,761 | 3,044 | 3,525 | 3,410 | 3,096 | 3,374 | 3,252 | 3,240 |

## 经济

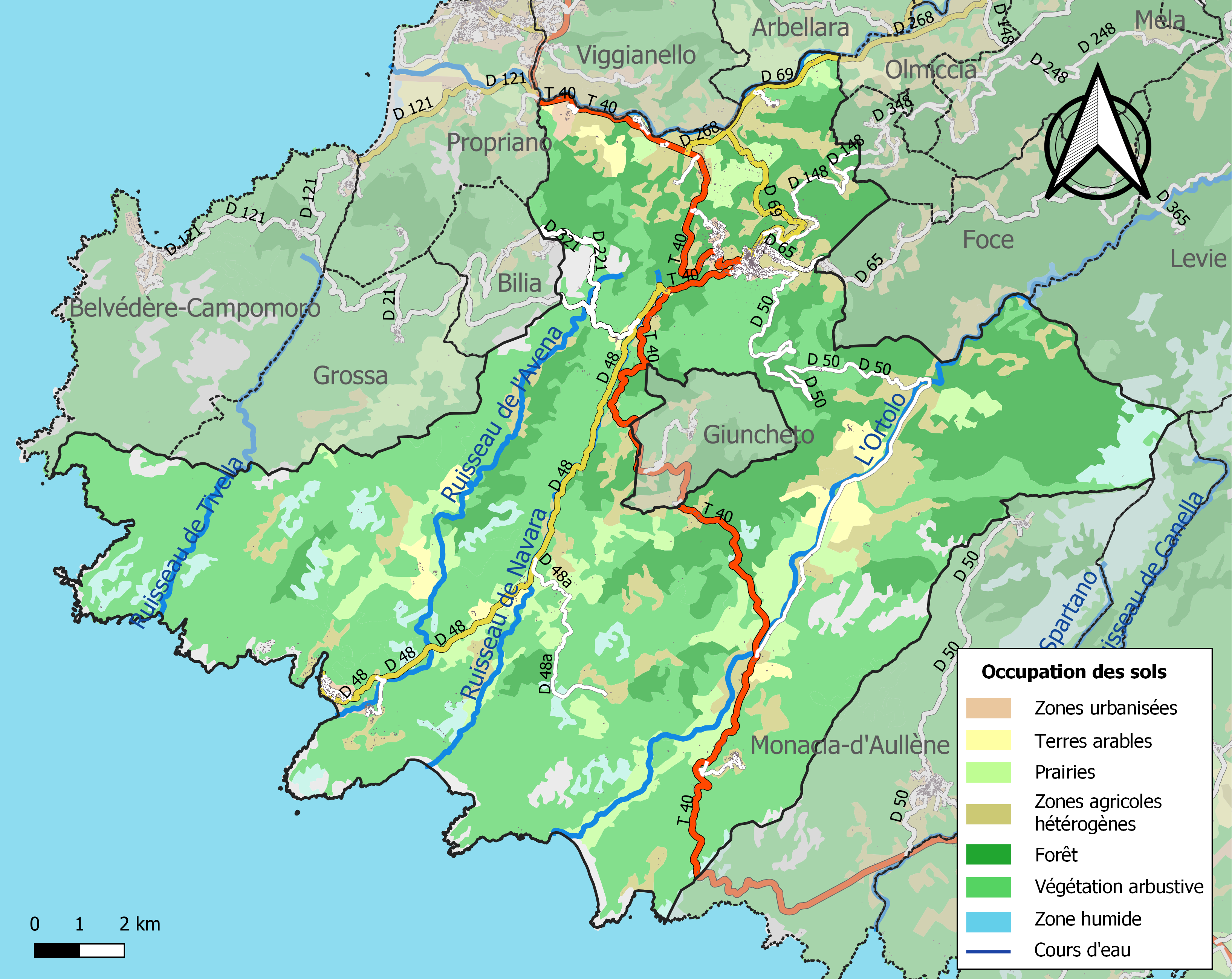
萨尔泰讷土地利用情况地图

萨尔泰讷是一个区域性的中心城市，当地共有各类用人单位863家，平均历史为15年，其中99.59%为中小型企业（PME）。（建筑装饰）、（面包房）及（销售）是当地2019年营业额最高的三个企业，分别为432,000欧元、206,799欧元和155,663欧元。

## 财政收入
2019年，萨尔泰讷的财政收入总额为3,702,030欧元，财政支出总额为3,604,370欧元，当年的债务总额为1,654,060欧元。2020年，萨尔泰讷共获得1,284,586欧元的国家财政补助，比上一年增加了0.08%。
2017年，萨尔泰讷的人均月收入总额为1,744欧元，其中高级职员为2,416欧元，低于法国平均水平（4,214欧元）；中级职员为2,111欧元，低于法国平均水平（2,353欧元）；普通职员为1,664欧元，亦低于法国平均水平（1,690欧元）。
2017年，萨尔泰讷境内的青壮年（15至64岁）失业率为16.5%，当地43.2%的家庭拥有纳税资格，平均纳税2,219欧元，低于法国平均水平（3,888欧元）。

## 社会事务

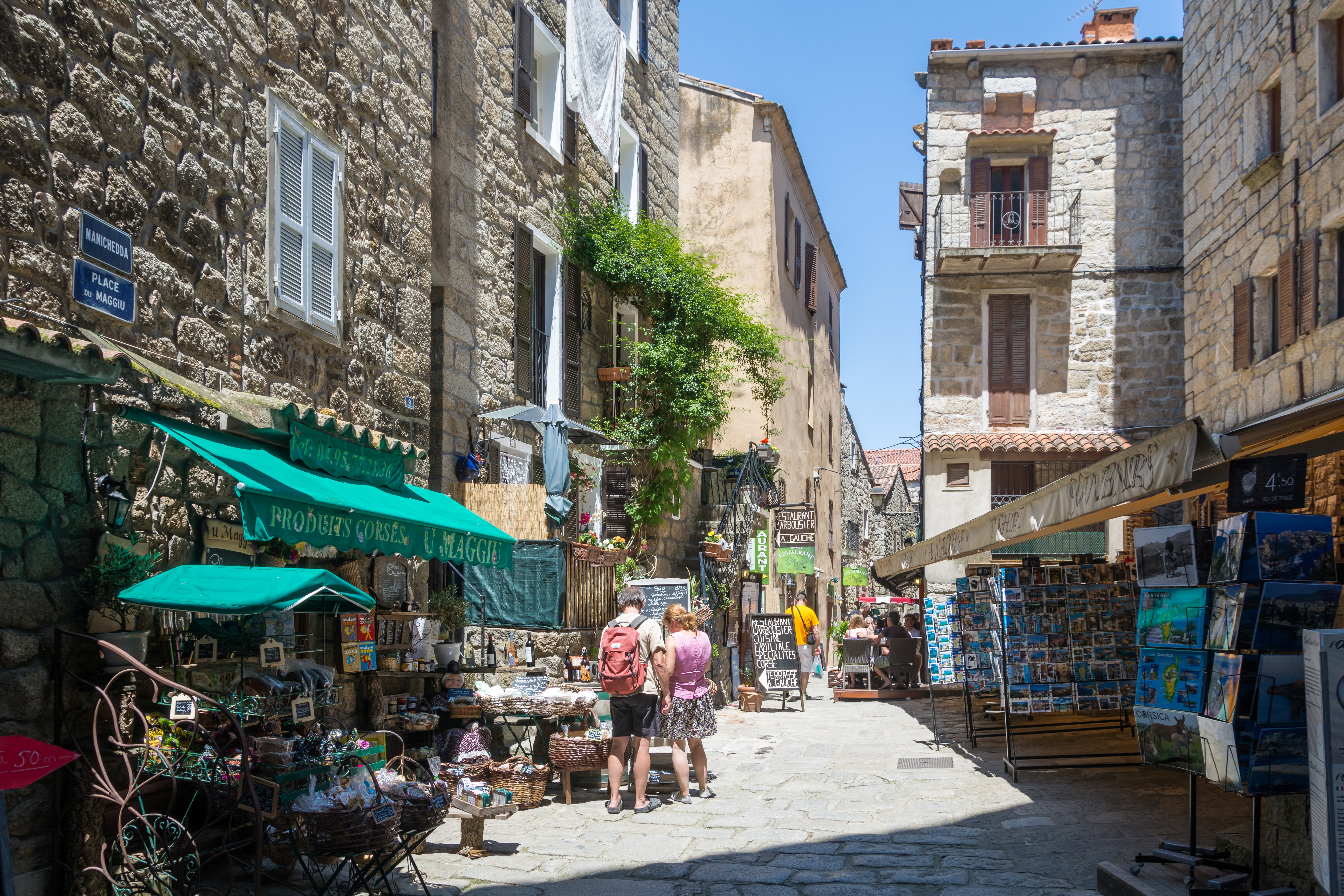
萨尔泰讷镇中心的商业街

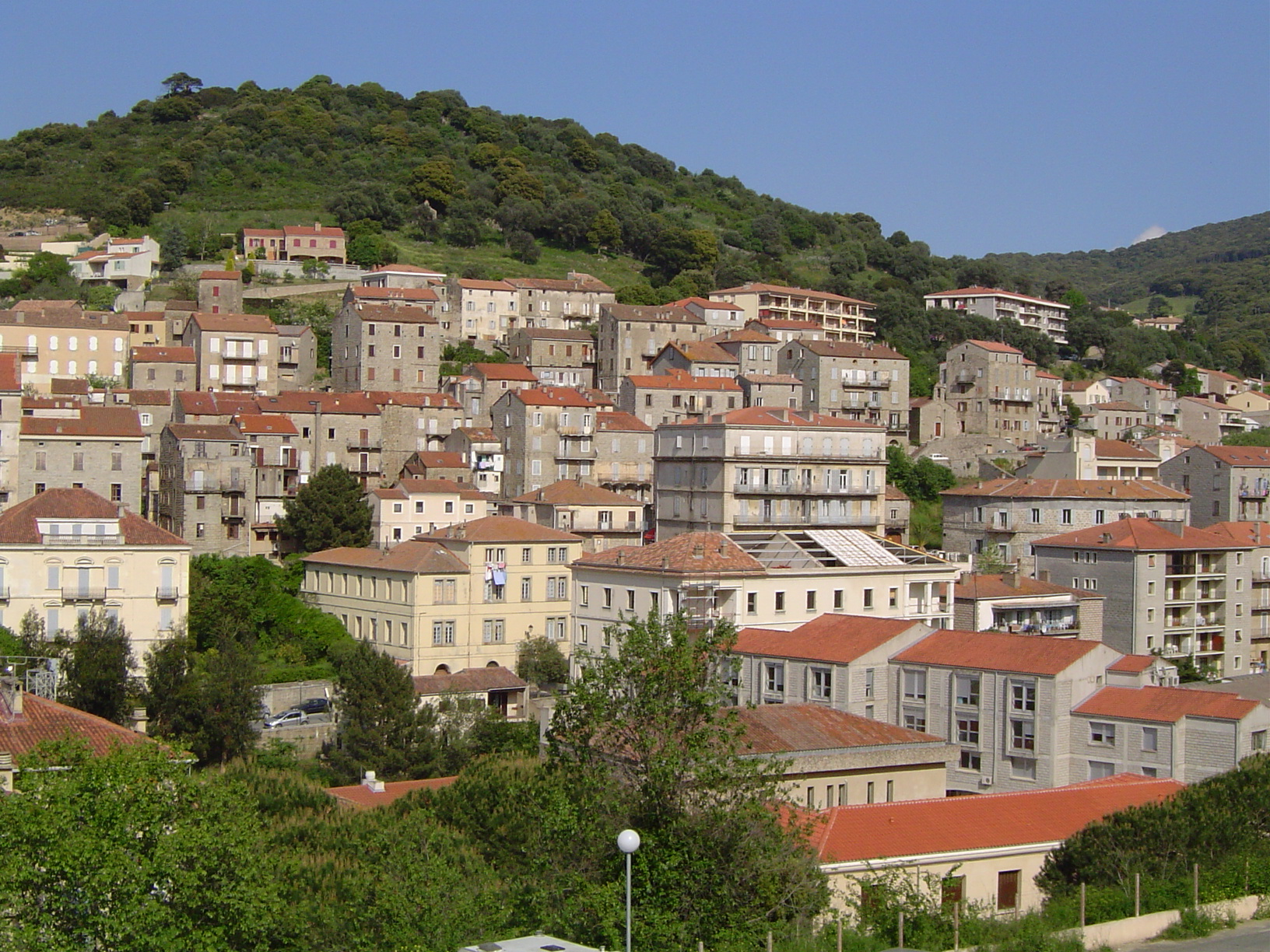
萨尔泰讷老城建筑

### 教育
萨尔泰讷属于科西嘉学区。截止2019年1月1日，萨尔泰讷境内共有1所幼儿园、1所小学、1所初级中学、1所普通高中和1所农业高中。2018至2019学年度，萨尔泰讷境内共有在校中等教育阶段学生455名。

### 医疗
截止2019年1月1日，萨尔泰讷境内共有全科医生4名、保健师4名、牙医2名、护士11名和妇科医生1名。境内共有药房2家和养老院1家。
萨尔泰讷中心医院，全名为“安托万·贝内代蒂中心医院”（Centre Hospitalier de Antoine Benedetti），是法国的一个区域性医疗机构，其主病区位于萨尔泰讷市区，设有床位65个，是当地规模最大的公立综合性医院。

### 住房
2017年，萨尔泰讷境内共有各类住房2,874套，其中32.7%为独立式居民区，66.7%为集中式居民区。常住房屋占萨尔泰讷市镇范围内居民建筑总量的53%。
在住房保障政策方面，2017年，萨尔泰讷境内共有283户家庭获得了住房经济补助，受益人数占总人口数量的8.7%，其中272份为房租补助。

### 商业
2019年，萨尔泰讷境内共有各类实体商铺212家，其中餐厅52家、大型超市1家、杂货店7家、面包房6家、肉铺3家、装饰品店1家、银行门店3家、美容美发店9家、汽车维修店9家。镇中心建有一家卡西诺超市。

### 体育
2019年，萨尔泰讷境内共有5处网球场和2处足球或橄榄球场。
萨尔泰讷青年奥林匹克（Jeunesse Olympique Sartenaise）是当地的一支注册足球队，2021至2022赛季参加南科西嘉省足球联赛。

### 环境
萨尔泰讷的环境事务由其所属的公共社区负责。2019年，萨尔泰讷境内暂无污染企业。

### 治安
2019年，萨尔泰讷市镇范围内有1处宪兵队。
2014年，萨尔泰讷及附近地区共发生各类案件668起，其中盗窃类案件356起，经济类案件81起，毒品交易类案件39起。

## 文化
2019年，萨尔泰讷境内有1家博物馆。萨尔泰讷市政府提供多媒体中心，向公众全年开放。

### 建筑
萨尔泰讷境内有多处法国国家文物保护单位，其中圣玛丽教堂（Église Sainte-Marie）、罗卡皮纳塔等为当地的代表性建筑物。

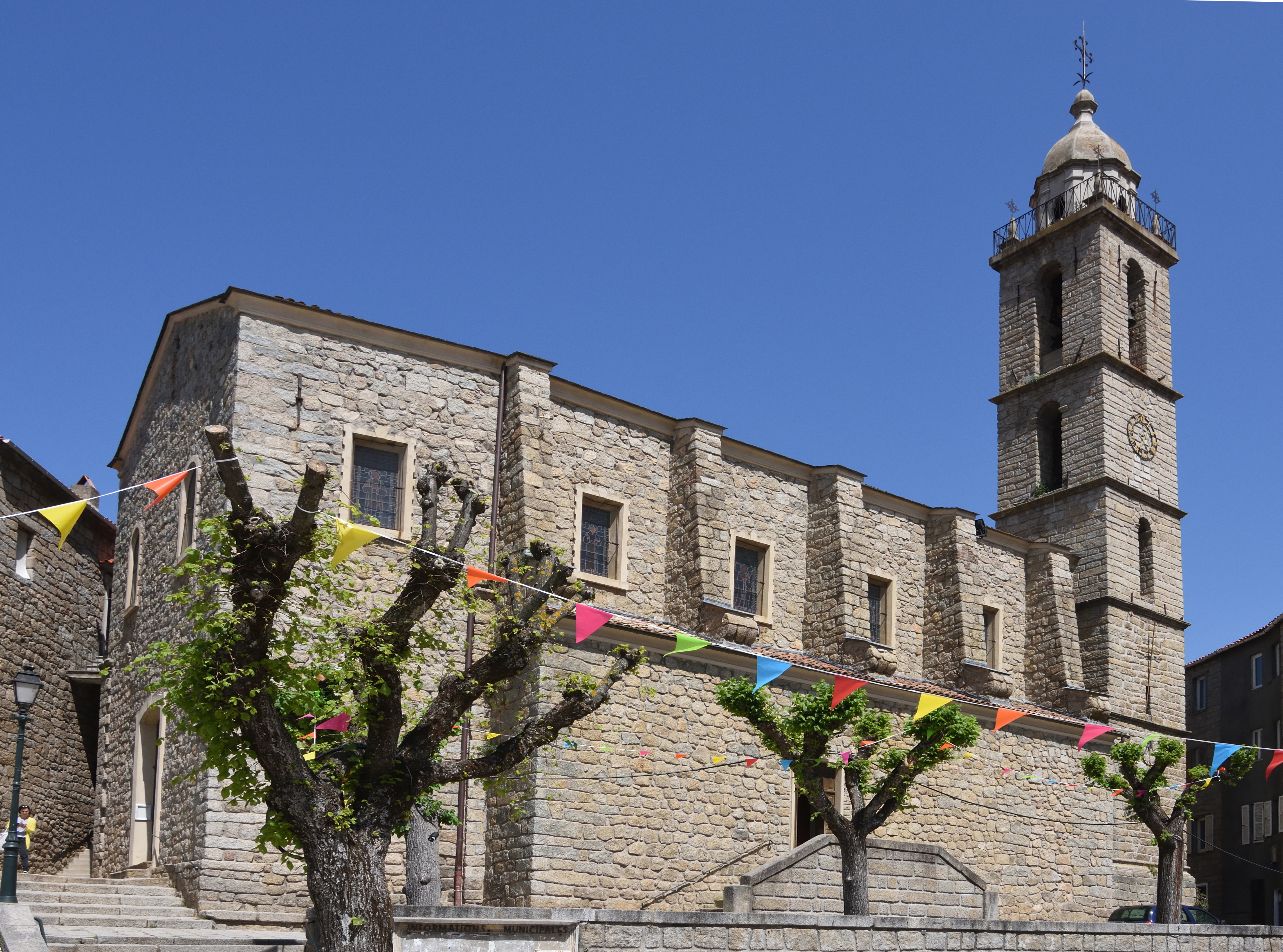
圣玛丽教堂
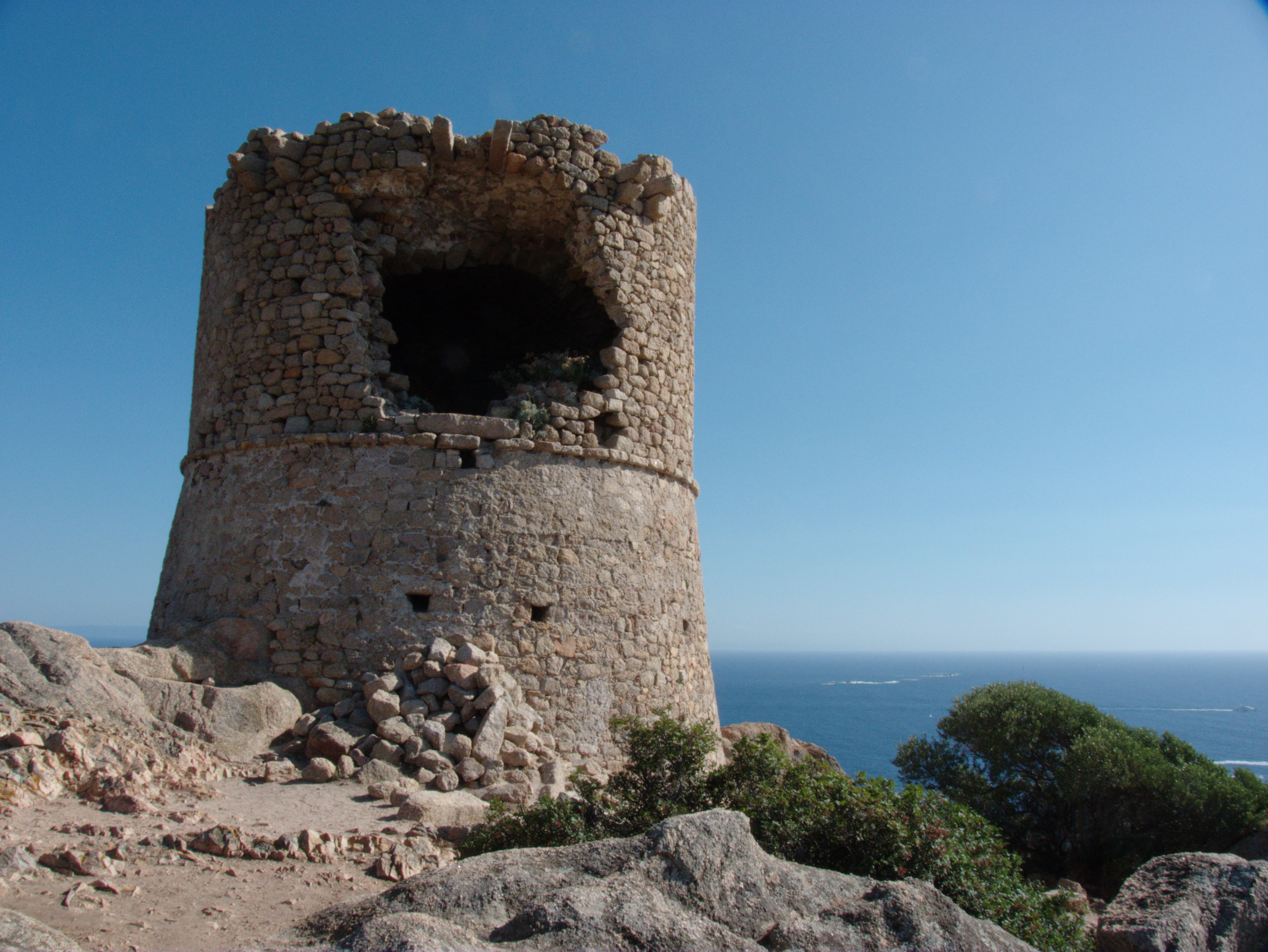
罗卡皮纳塔（法语：Tour de Roccapina）
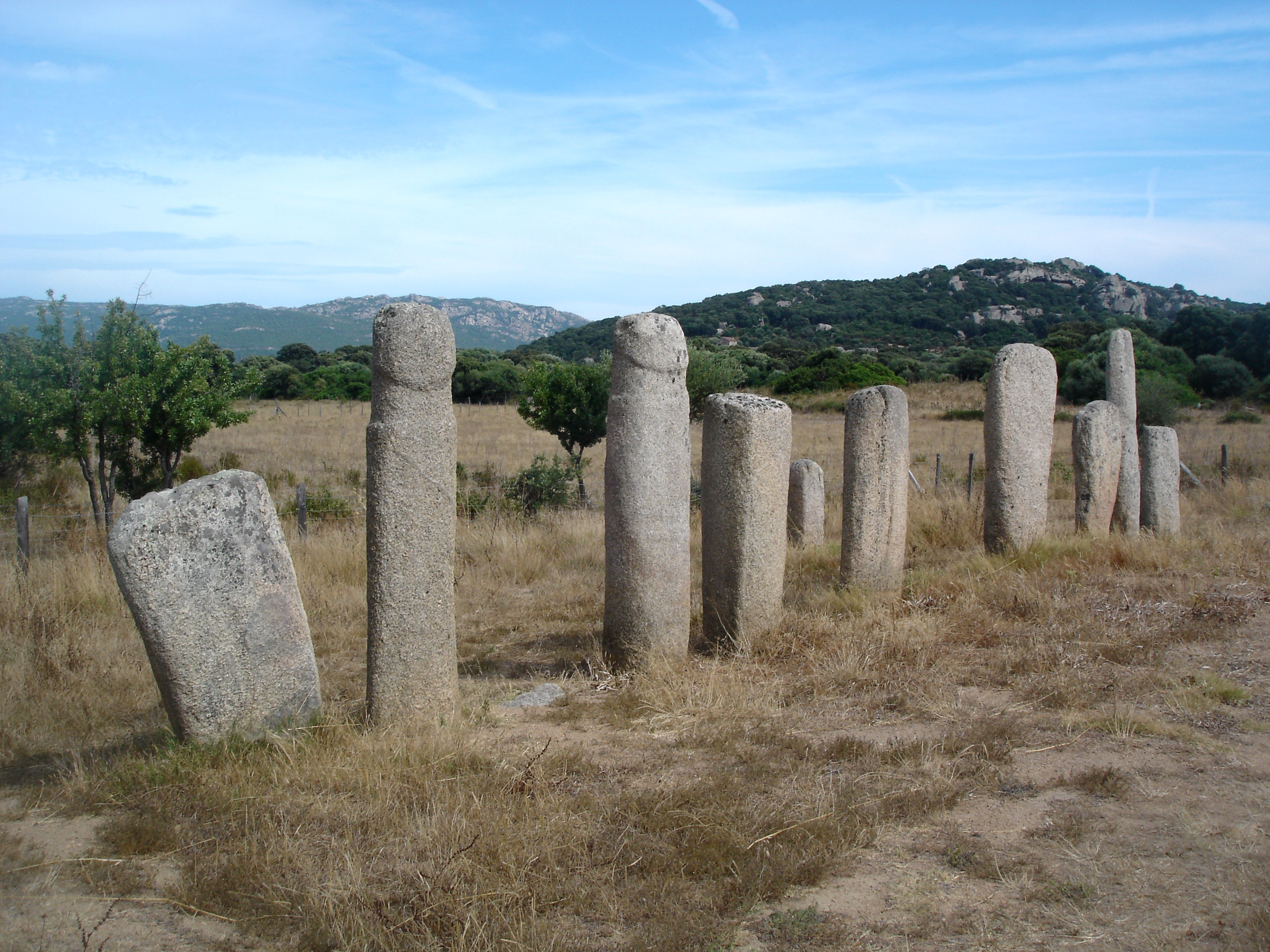
巨石阵
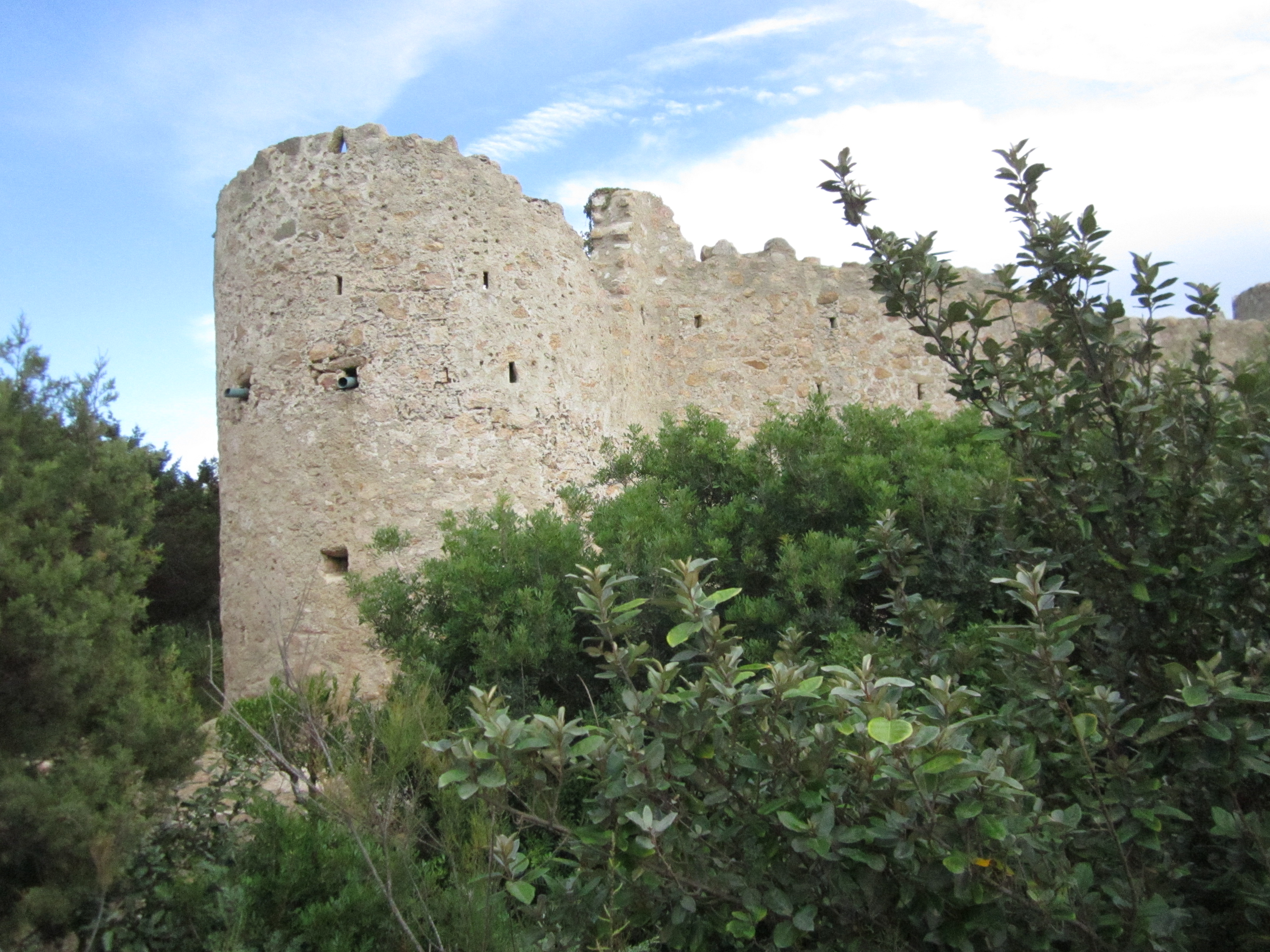
蒂扎诺城塞遗址
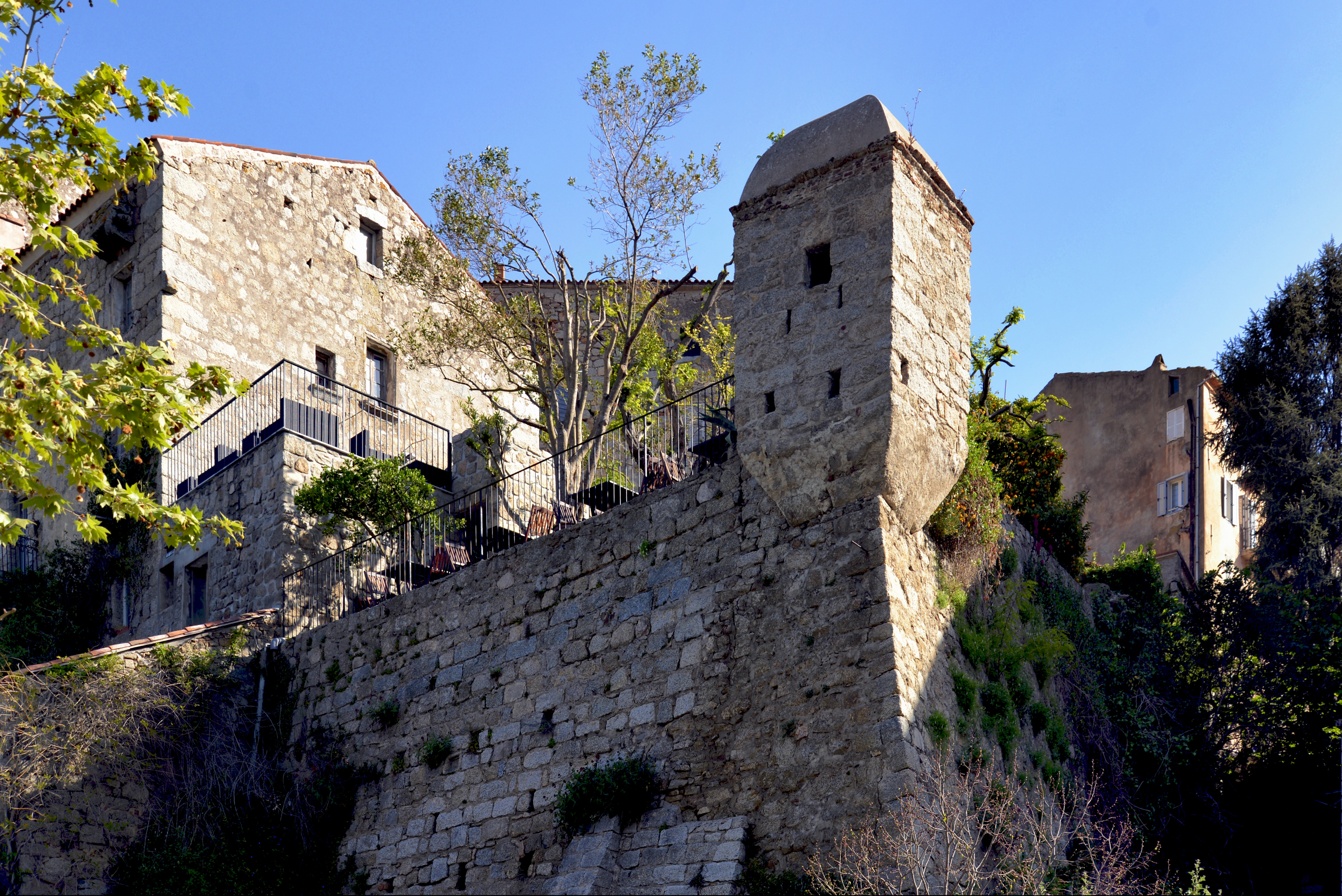
城塞瞭望塔
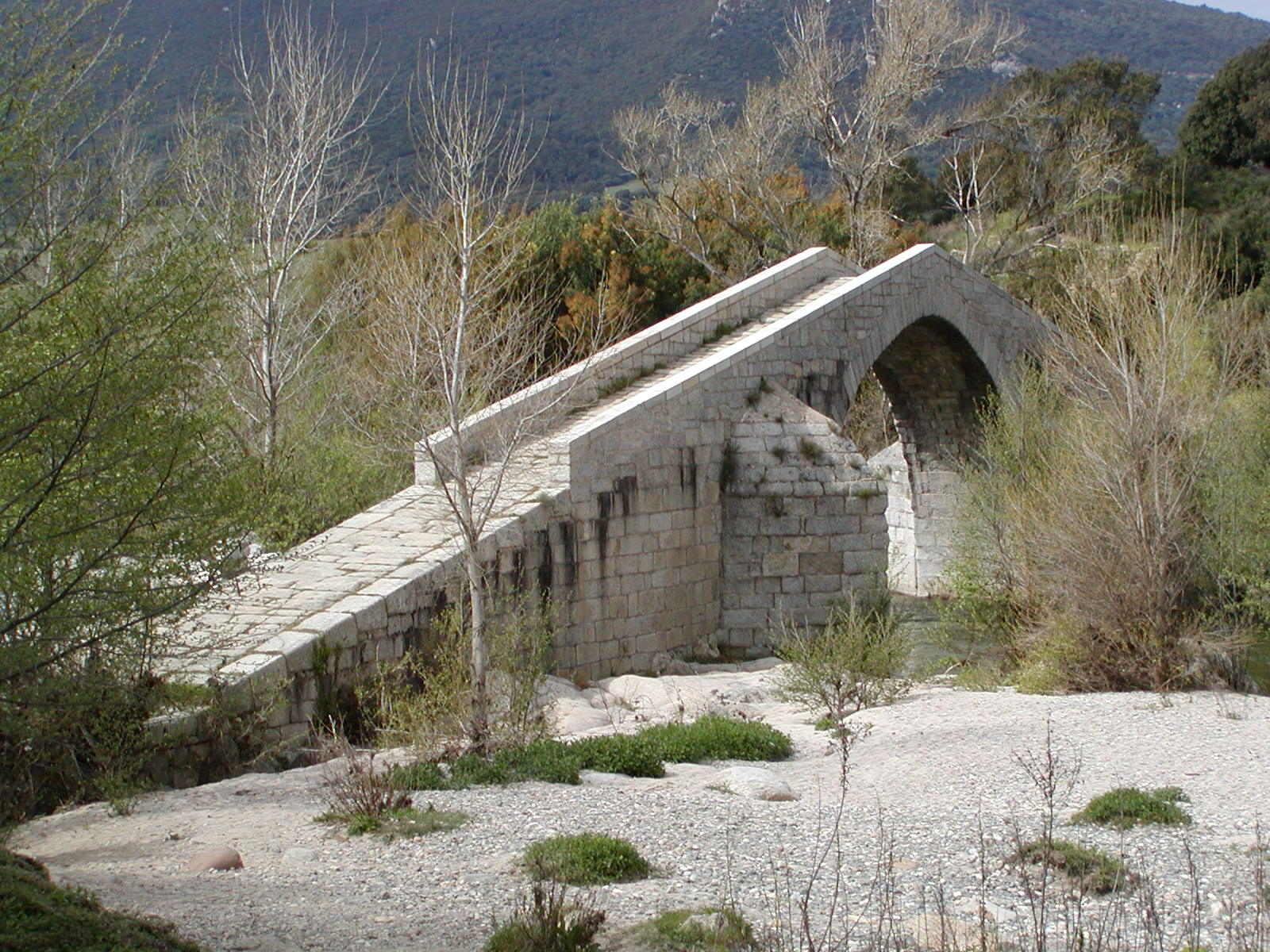
旧石桥
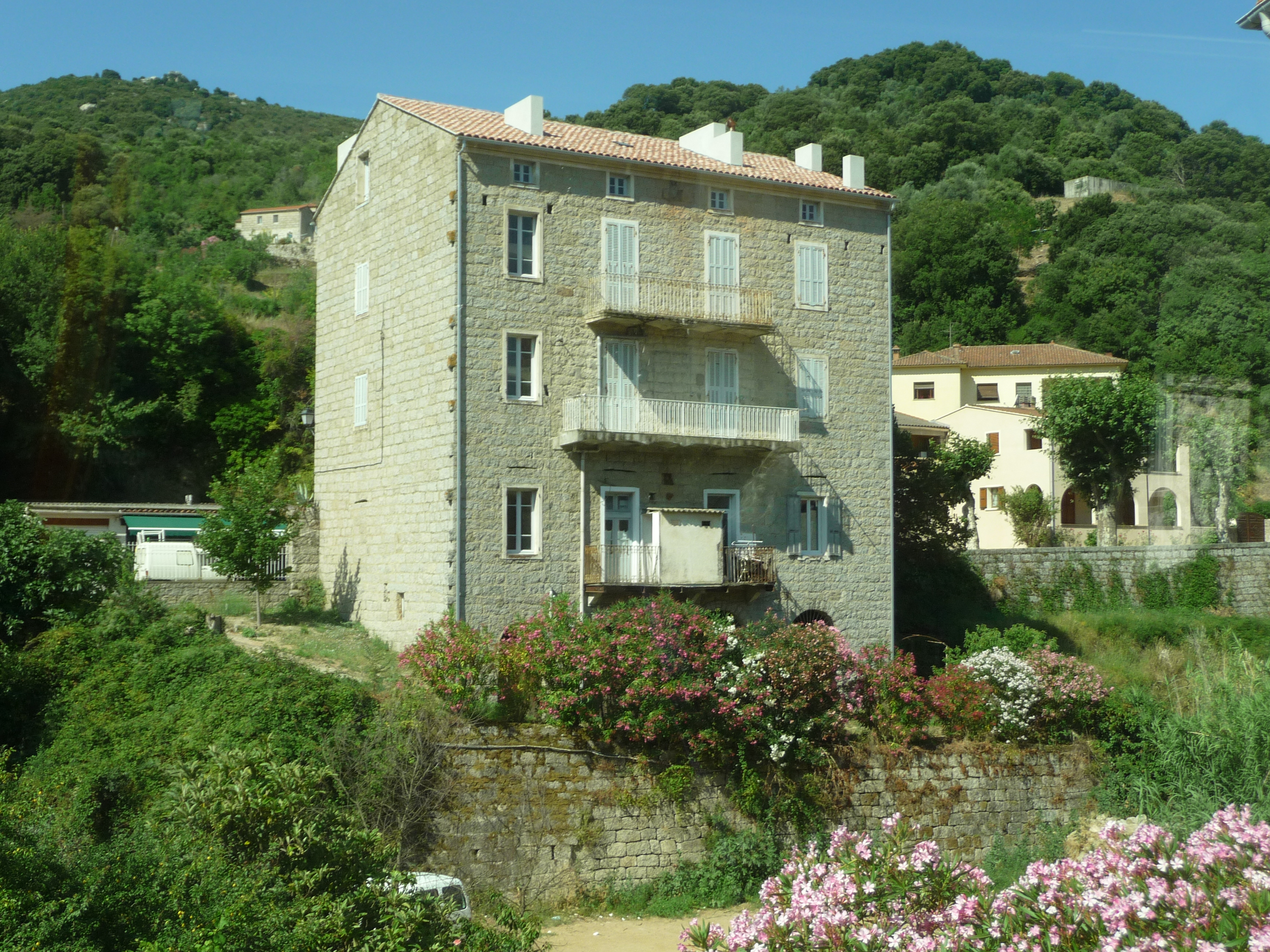
多层居民建筑

### 旅游
萨尔泰讷的旅游事务由其所属的公共社区负责。2020年，萨尔泰讷境内共有6家酒店共计169间房间；另有3个露营地，可容纳共360辆露营车。

### 媒体
法国主要的媒体均可在萨尔泰讷接收，法国电视三台下属的科西嘉大区频道在部分时段播出萨尔泰讷所属区域的地方新闻。

## 相关人物
法国文学家热罗姆·费拉里曾长期生活于萨尔泰讷。

## 友好城市
截至2021年6月，萨尔泰讷共与一座城市互为友好城市关系：
- 義大利 滕皮奥保萨尼亚